# Sarasinica
Sarasinica – rodzaj kosarzy z podrzędu Laniatores i rodziny Epedanidae. Gatunkiem typowym jest Sarasinica tricommata.

## Występowanie
Przedstawiciele rodzaju występują w Azji Południowo-Wschodniej.

## Systematyka
Opisano dotąd 4 gatunki z tego rodzaju:
- Sarasinica atra Roewer, 1938
- Sarasinica femoralis Roewer, 1938
- Sarasinica tricommata (Roewer, 1913)
  - Sarasinica tricommata quadripunctata Roewer, 1913
  - Sarasinica tricommata sexpunctata Roewer, 1913
  - Sarasinica tricommata tricommata (Roewer, 1913)
- Sarasinica henrikseni Mello-Leităo, 1944